# جوان الأولى، كونتيسة فلاندرز
جوان أو المعروفة بـ جوان القسطنطينية (1200؟ - 5 ديسمبر 1244)؛ هي كونتيسة فلاندرز وهينو بحكم القانون، منذ 1205 وحتى وفاته، هي الابنة الكبرى لـ بالدوين التاسع (بالدوين الأول القسطنطيني) وماري الشامبانية.
أصبحت يتيمة بعد وقت قصير من الحملة الصليبية الرابعة، بحيث أصبحت تحت وصاية فيليب الثاني ملك فرنسا الذي رتب زواجها من إنفانتي فرناندو البرتغالي في 1212، ولكن سرعان ما انقلب فرناندو إليه وناصر العدو في معركة بوفين التي انتهت بانتصار حاسم لفرنسا، وأُسر فيها فرناندو لمدى أثنا عشر سنة المقبلة، وتاركاً جوان تحكم فلاندرز بنفسها، وفي تلك أثناء نازعتها شقيقها الصغرى مارغريت، وبعد انتهاء الحرب تم أطلق سراح زوجها فرناندو، إلا أنه توفي بعد وقت قصير من ذلك، ثم تزوجت في 1237 من توماس السافوي.